# Air Botswana
Air Botswana – botswańskie narodowe linie lotnicze z siedzibą w Gaborone. Głównym węzłem jest port lotniczy Gaborone.
Agencja ratingowa Skytrax przyznała liniom trzy gwiazdki.